# Barrio Rey don Jaime
Rey don Jaime (en valenciano Rei en Jaume) o Divino Maestro (en valenciano Diví Mestre) es un barrio de Alboraya, en Valencia. Está situado al oeste de la localidad, entre el antiguo trazado en superficie de las vías de Metrovalencia a su paso por Alboraya y el límite con Tavernes Blanques y Valencia. Limita al norte con la huerta de la partida de Desamparados (Desemparats), al sur con Sant Llorenç (Valencia) y El Palmaret, al este con el casco antiguo de Alboraya y El Palmaret, y al oeste con Tavernes Blanques y Sant Llorenç (Valencia). Su población en 2024 era de 5.448 habitantes.
Las vías del metro separaron a Rei en Jaume del resto de Alboraya durante casi 50 años, suponiendo una importante barrera que marcó el carácter del barrio. Desde la construcción de las primeras viviendas fueron llegando personas provenientes de Valencia capital y de otras regiones de España, además de familias humildes de Alboraya; por lo que, sumado a la separación física que suponían las vías, el barrio adquirió una fuerte identidad diferenciada del resto de Alboraya. Debido a esto, Rei en Jaume siempre ha tenido un fuerte tejido asociativo que ha organizado diversos eventos y actividades, tanto festivas y culturales como reivindicativas.

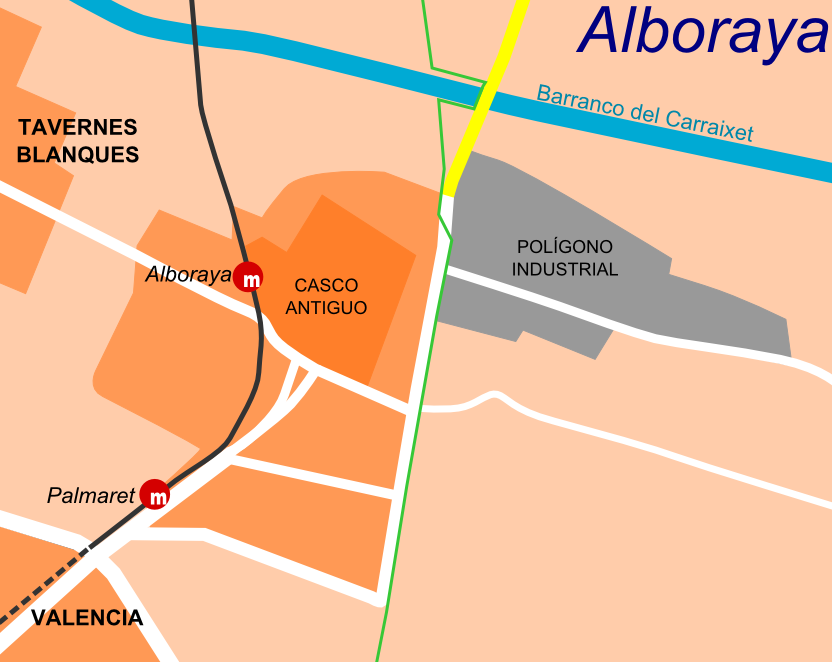
Localización del barrio en el casco urbano de Alboraya. Se trata de la zona al oeste del recorrido del metro
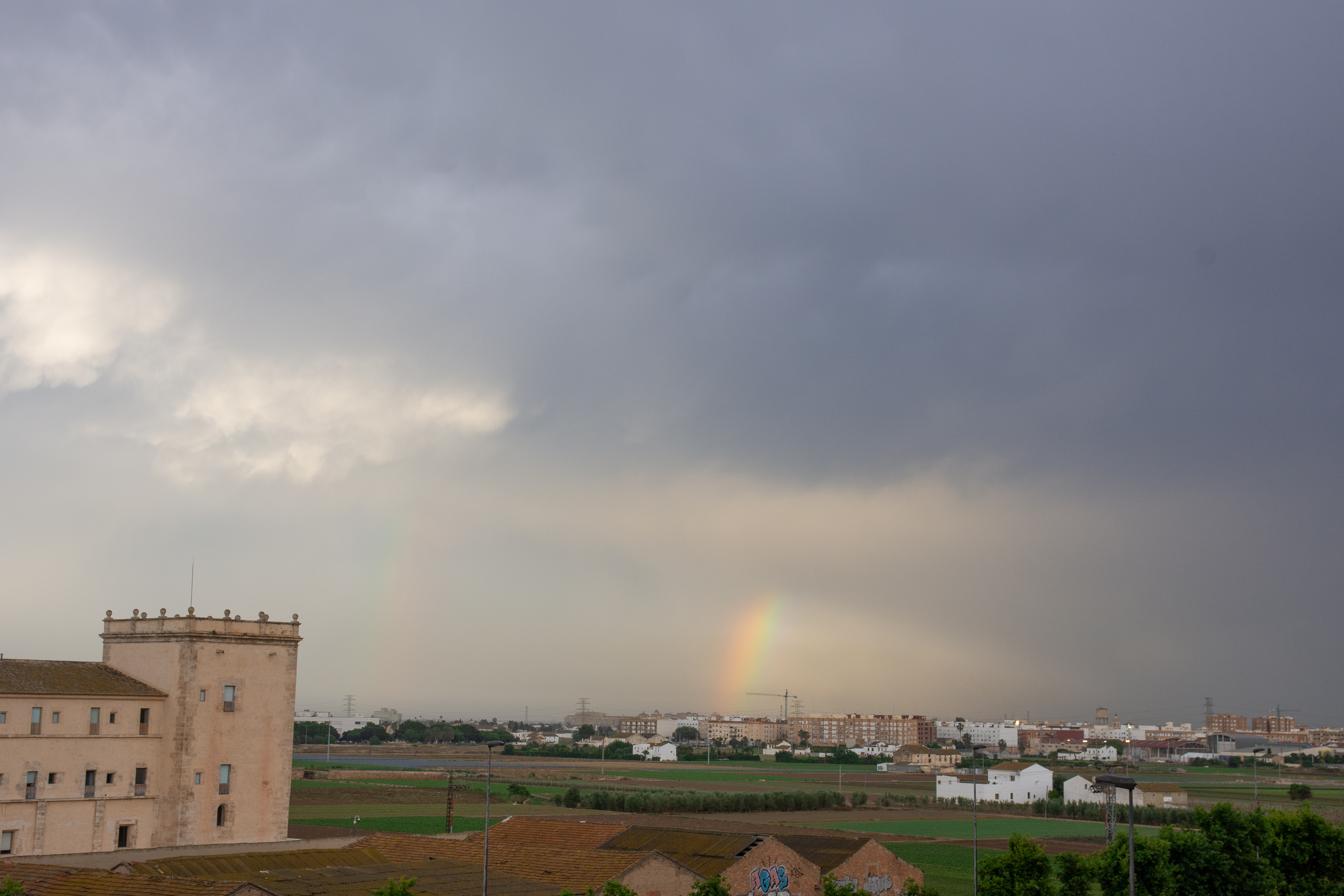
Vista del barrio desde San Miguel de los Reyes

## Historia
El barrio tiene su origen en la construcción de diversos grupos de viviendas de promoción pública en el lado oeste de las vías del tren entre finales de la década de los años 50 y principios de los 60 del siglo XX. El grupo residencial de mayor extensión, que contaba con un mayor número de viviendas, fue la promoción Rey don Jaime, pero también se construyeron otros grupos de viviendas de menor dimensión como San José Obrero o Plaza de la Paz.

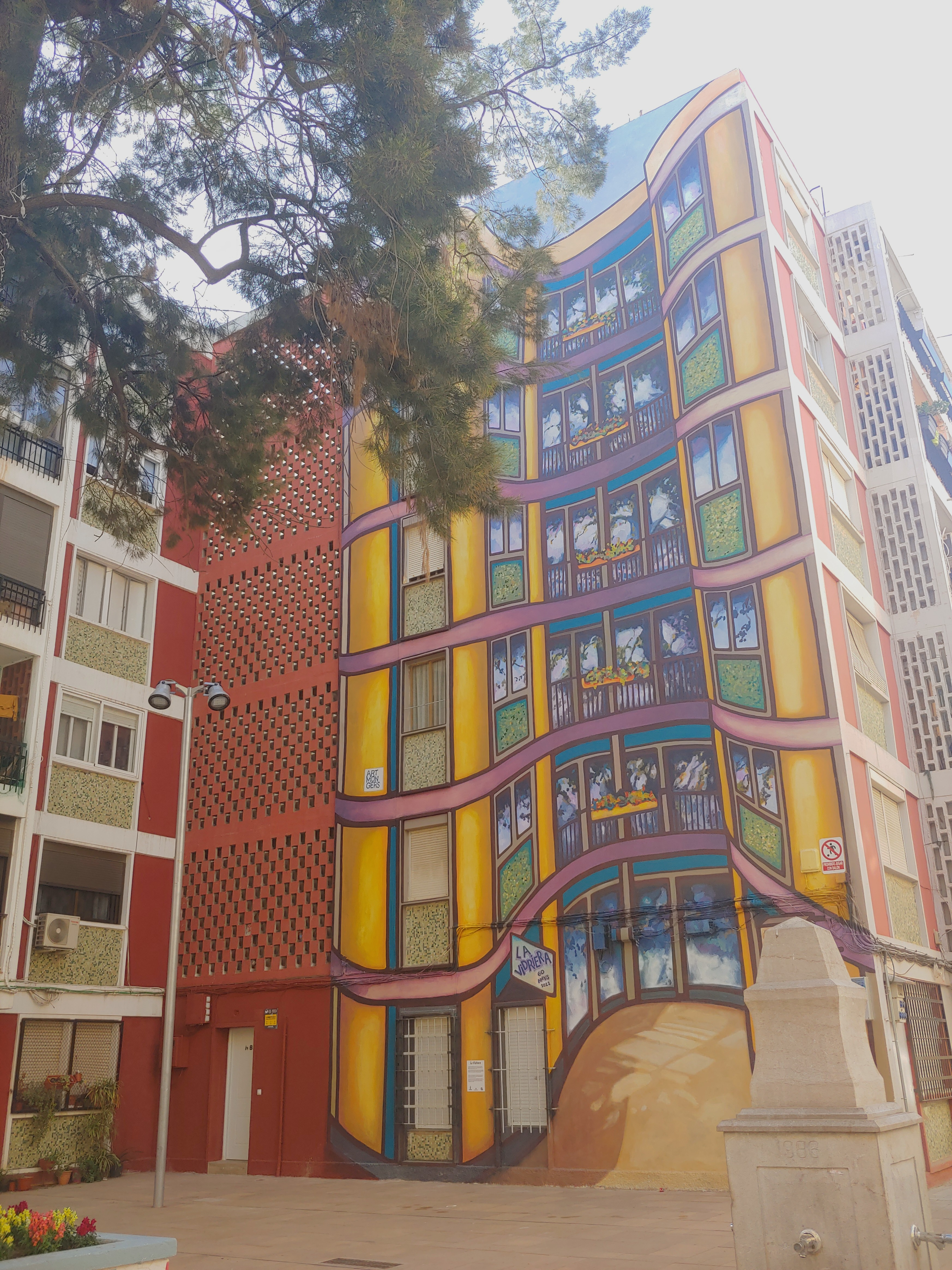
Mural "La Vidriera"

Por un lado, el Barrio San José Obrero está formado por más de 100 viviendas construidas en el año 1961 para acoger a la población de Alboraya que se quedó sin vivienda durante la gran riada de 1957, lo que le otorgó el sobrenombre de Barrio de los Ahogados (Barri dels Ofegats).
Por otro lado, la promoción Rey don Jaime se comenzó a construir entre 1959 y 1960, cuando el alcalde José Mª Ros convenció al Ministerio de Vivienda. Se construyeron 249 viviendas y 11 locales comerciales. En 1962 tuvo lugar la fiesta de inauguración, a la que acudieron el alcalde, el cura y el gobernador. La presencia de amplios ventanales en los edificios construidos propició que esta zona fuera conocida como Barrio de los Cristales (Barri dels Cristalls).
Las viviendas construidas presentaban un coste bajo, además había facilidades para pagarlas, por lo que el barrio acogió en un primer momento a las familias más humildes de Alboraya. Posteriormente llegó gente de barrios humildes de Valencia y emigrantes de otras regiones de España.

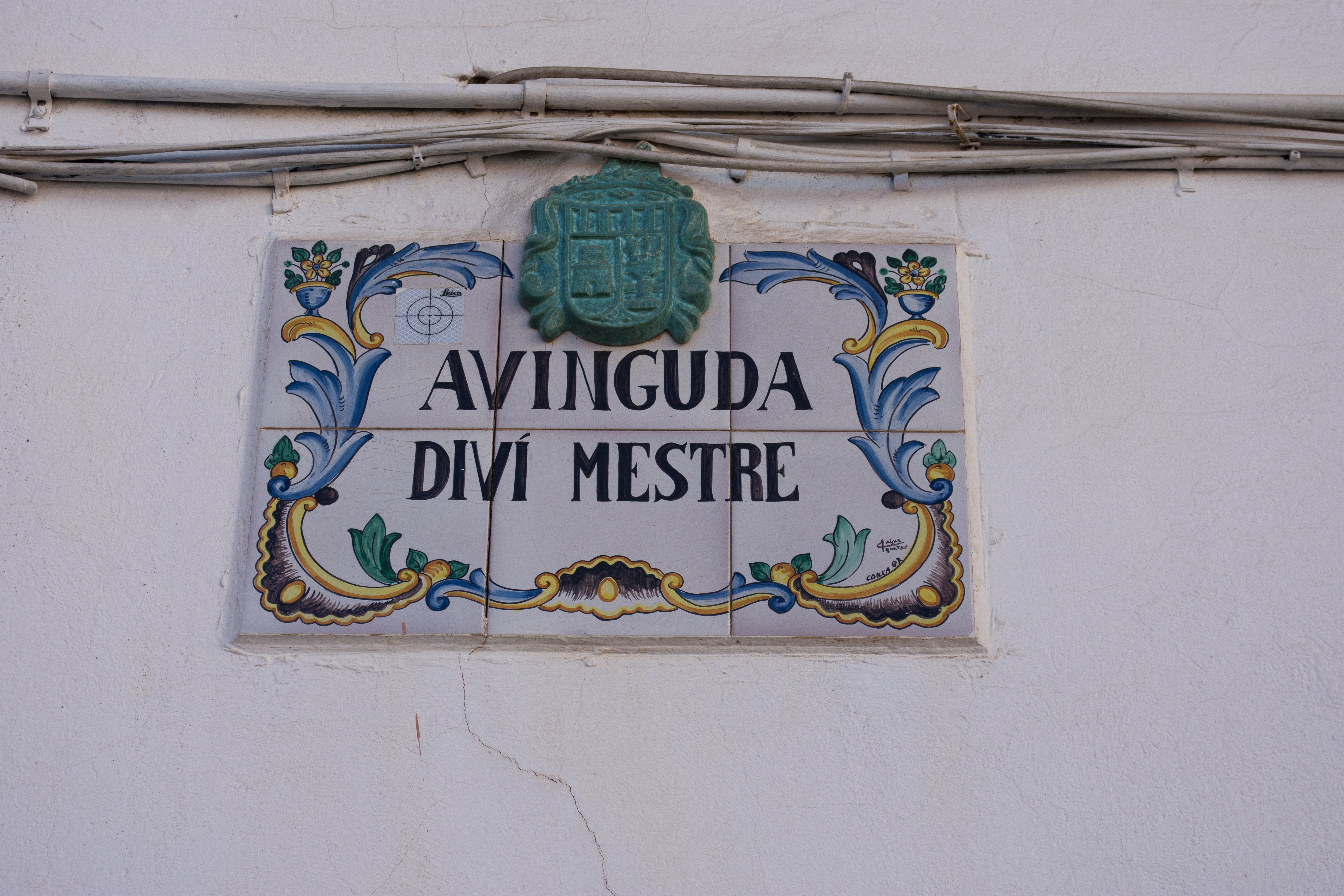
Letrero de la Av. Divino Maestro

En las décadas posteriores se fueron urbanizando los terrenos y campos que quedaban alrededor de los nuevos bloques de viviendas. Los diversos grupos residenciales quedaron cohesionados entre sí a través de la Avenida Divino Maestro, que se consolidó como eje principal del barrio y da nombre hoy en día a toda la zona.
Más adelante, el barrio continuó creciendo hacia el sur. Entre las décadas de los años 80 y 90 se construyó el Grupo Pintor Sorolla en la zona colindante con Palmaret. En los años 2000 se urbanizó la zona antes conocida como Campo de Mayo con viviendas unifamiliares adosadas.

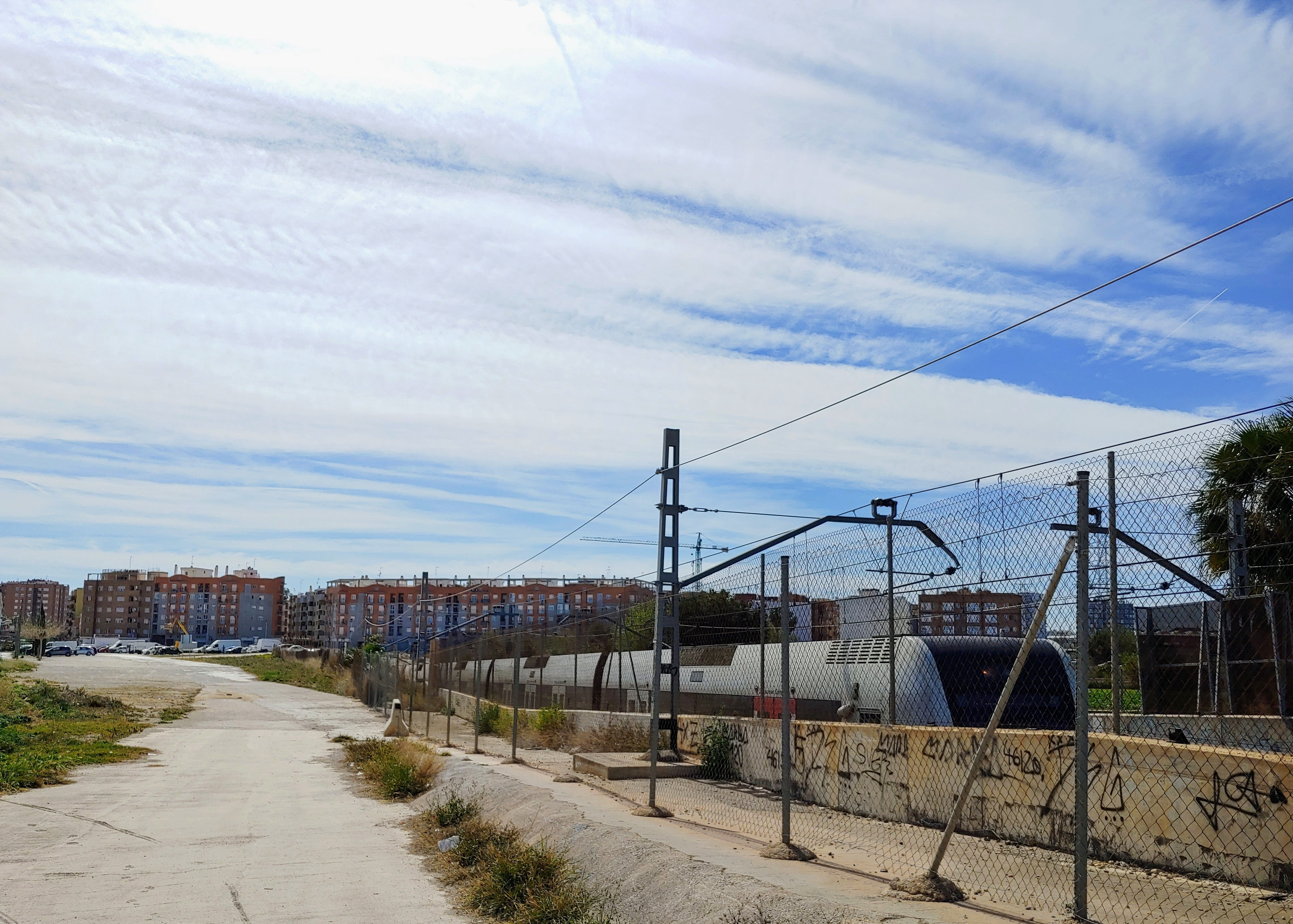
Salida actual de las vías del metro a la superficie al pasar el barrio

En el año 2010 tuvo lugar un acontecimiento que supuso un antes y un después en la historia del barrio. Después de más de 70 millones de euros invertidos y de cuatro años desde su inicio, culminaron las obras de soterramiento de las vías del metro a su paso por Alboraya, lo que supuso la eliminación de esta barrera física que aislaba a Rei en Jaume de Alboraya, y la construcción de parques y un bulevar que sustituyó al anterior trazado en superficie de las vías. A la inauguración del bulevar y las nuevas estaciones soterradas acudieron el presidente de la Generalitat Francisco Camps, el alcalde de Alboraya Manuel Álvaro, la alcaldesa de Valencia Rita Barberá y el conseller de Infraestructuras Mario Flores. A pesar de que las vías han desaparecido, esa barrera sigue en la mente de los habitantes de Alboraya, ahora conformada por el Parque de las Vías.
El año 2012 se conmemoró el 50 aniversario del barrio con una exposición de fotos antiguas y otras muchas actividades que tuvieron lugar durante las fiestas, como actuaciones musicales, cenas, un mercado medieval o conferencias. En 2022, con motivo del 60 aniversario, el artista Patricio Forréster y su equipo Artmongers realizaron un mural en una fachada de la plaza principal del barrio, llamado “La Vidriera”, que recrea un bloque de viviendas de la promoción Rey don Jaime con su aspecto original, destacando sus característicos ventanales.

## Servicios

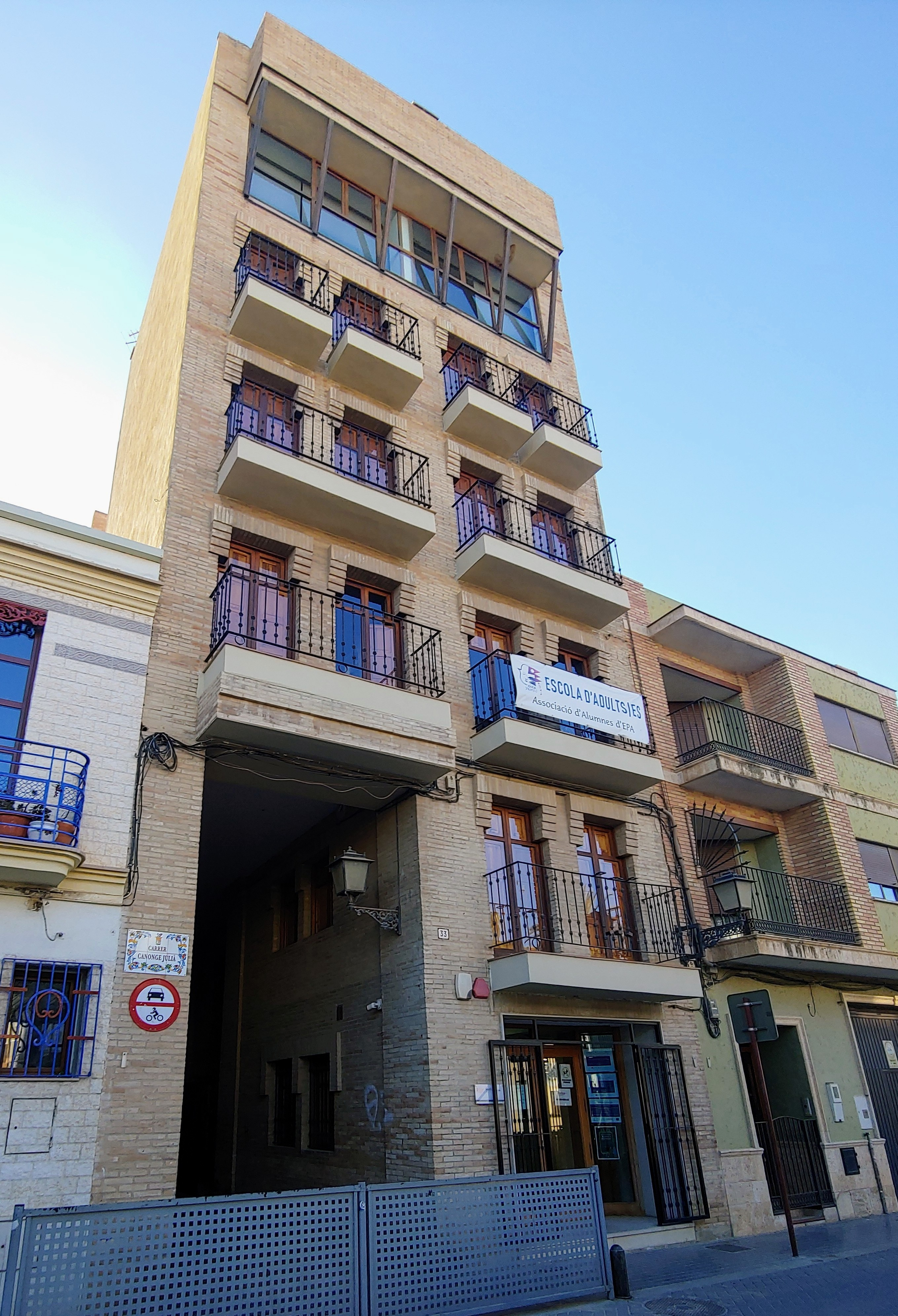
Centro Cívico Canónigo Julià

El barrio cuenta con todo tipo de servicios:
- Educación: tiene un colegio público, un colegio concertado con infantil, primaria, secundaria y bachillerato, un centro privado de FP, una escuela de adultos[8] y una sección de la escuela oficial de idiomas Valencia-Benicalap.[9]

- Sanidad: tiene un centro auxiliar de salud con punto de atención continuada, por lo que está abierto 24h al día. Además, tiene varias clínicas sanitarias privadas como dentistas o veterinario y diversas farmacias.[10]
- Servicios Sociales: cuenta con un centro de día para personas mayores.[11]
- Administración y cultura: en el barrio Rei en Jaume se encuentra el Centro Cívico Canónigo Julià, que presta diversos servicios administrativos del Ayuntamiento de Alboraya. En este centro también se realizan talleres y actividades culturales y además es la sede de centros educativos como escuela de adultos o de idiomas.[12]

- Deporte: en el barrio hay un complejo polideportivo, llamado Ciutat de l’Esport, que cuenta con diversas instalaciones como campos de fútbol, cancha de baloncesto, pabellón, gimnasio, salas multiusos, piscina cubierta, piscina de verano, etc, en las que se realizan todo tipo de deportes.[13]

## Transportes

### Metro

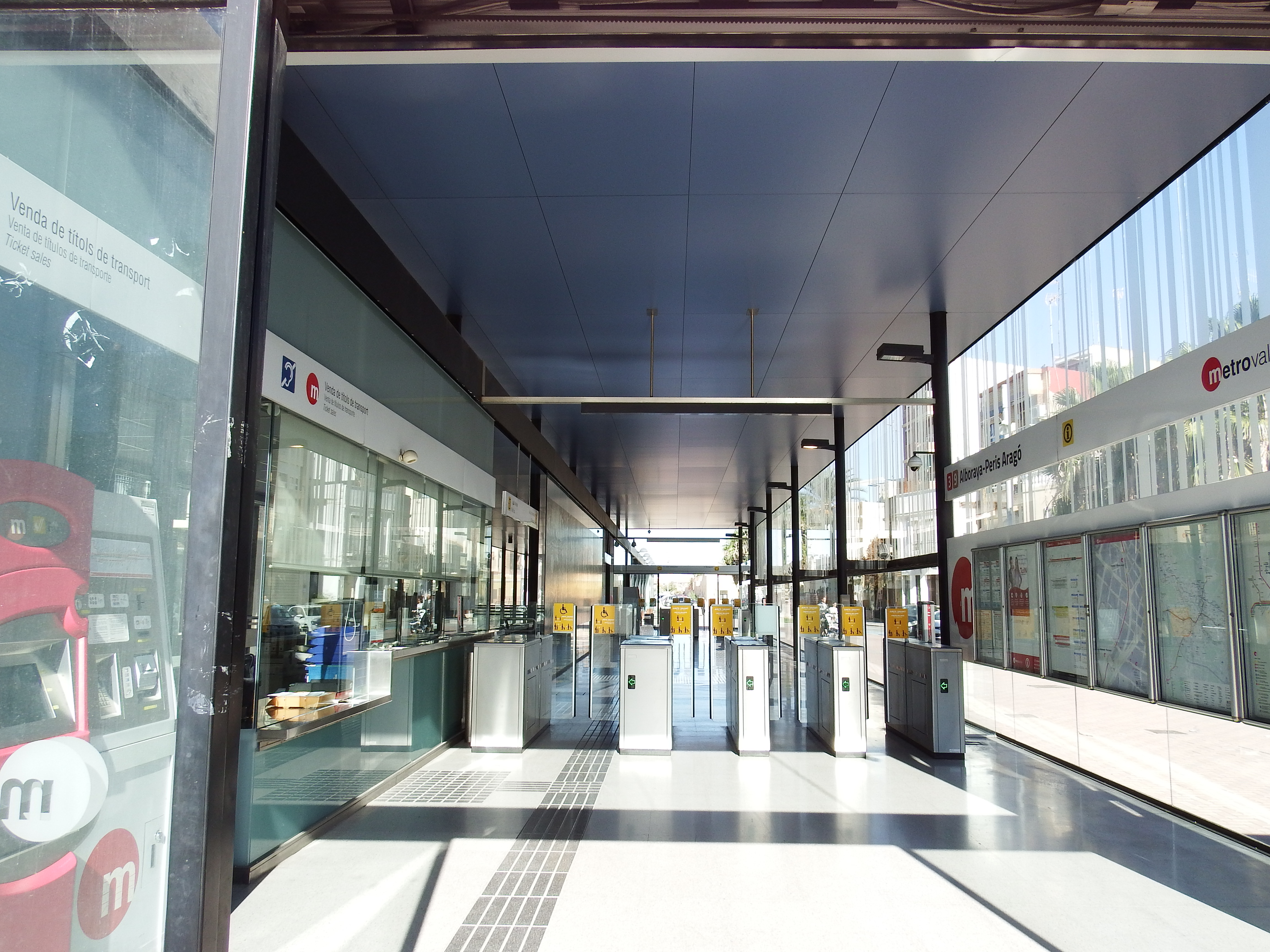
Entrada a la estación Alboraya-Peris Aragó

El barrio cuenta con una estación de Metrovalencia:
- Alboraya-Peris Aragó

Por la que pasan dos líneas de metro:
- Línea 3: Rafelbunyol-Aeroport
- Línea 9: Alboraya-Peris Aragó-Riba-roja de Túria. De la cual es cabecera.[14]

### Autobús
El barrio tiene varias paradas del Bus d’Alboraya, autobús urbano que recorre el municipio de Alboraya y lo conecta con la localidad próxima de Tavernes Blanques.

## Cultura
La marcada identidad del barrio y el sentimiento de vecindad entre sus habitantes, así como el aislamiento de la zona del resto de Alboraya durante casi medio siglo, ha propiciado la presencia de diversas asociaciones de todo tipo. La Asociación de Vecinos y Vecinas Rei en Jaume y Adyacentes, asociación vecinal del barrio con varias décadas de antigüedad, se encarga de la reivindicación de los intereses del barrio y la denuncia de sus carencias, así como de organizar todo tipo de actividades culturales y lúdicas.  Por otro lado, el barrio cuenta con dos comisiones falleras: la Falla Rey don Jaime (Rei en Jaume), en la plaza principal del barrio y la Falla Calvet, en la zona de San José Obrero. Otras asociaciones destacables son la Asociación Cultural Andaluza de Alboraya, la comparsa mora Hassam Hardà o la ONG Menuts del Món, entre otras.

### Fiestas
- Fiestas del barrio: el barrio Rei en Jaume celebra sus fiestas entre finales de septiembre y octubre. Por un lado, la asociación de vecinos organiza múltiples actividades, en colaboración con otras asociaciones del barrio y el Ayuntamiento, como actuaciones, verbenas, cenas, paellas, actividades infantiles, conferencias o el tradicional mercado medieval.[20] Además, el día 9 de octubre y los días próximos, la Falla Rei en Jaume organiza diversos actos festivos y culturales, como bailes regionales, procesión cívica, juegos o verbenas.[21]
- Fallas: una de las fiestas más importantes que se celebran son las fallas. Las comisiones falleras Falla Rey don Jaime (Rei en Jaume)[21] y Falla Calvet[22] organizan diversas actividades que llenan la zona de música, cultura y pólvora durante la semana fallera, destacando por ejemplo la ofrenda de flores a la Virgen que realiza en la plaza del barrio la Falla Rei en Jaume cada año. El resto del año las fallas también realizan otros eventos como semanas culturales, cenas y fiestas.
- San Juan: las fallas del barrio celebran esta festividad con cenas y verbenas. Cada falla hace una hoguera que se quema por la noche. Sin embargo, no se celebra el mismo día de la festividad de San Juan, ya que ese día es tradición quemar hogueras en la playa de la Patacona.[22]
- Feria Andaluza: la Asociación Cultural Andaluza realiza su propia feria de abril en el barrio con música, actuaciones, comidas y cenas. Además, el resto del año esta asociación organiza otras celebraciones como el día de Andalucía o semanas culturales.[23]
- Fiestas de San José Obrero: en el Grupo San José Obrero antiguamente se celebraban las fiestas en honor a su patrón, cuya festividad se celebra el día 1 de mayo, mediante cenas, actividades lúdicas y espectáculos musicales. La fiesta finalizaba con una procesión en la que se trasladaba la imagen del santo desde el barrio hasta la Parroquia de la Asunción de Nuestra Señora, donde se celebraba una misa. El resto del año la imagen del santo se quedaba en casa de algún vecino o vecina.[24]

## Imágenes

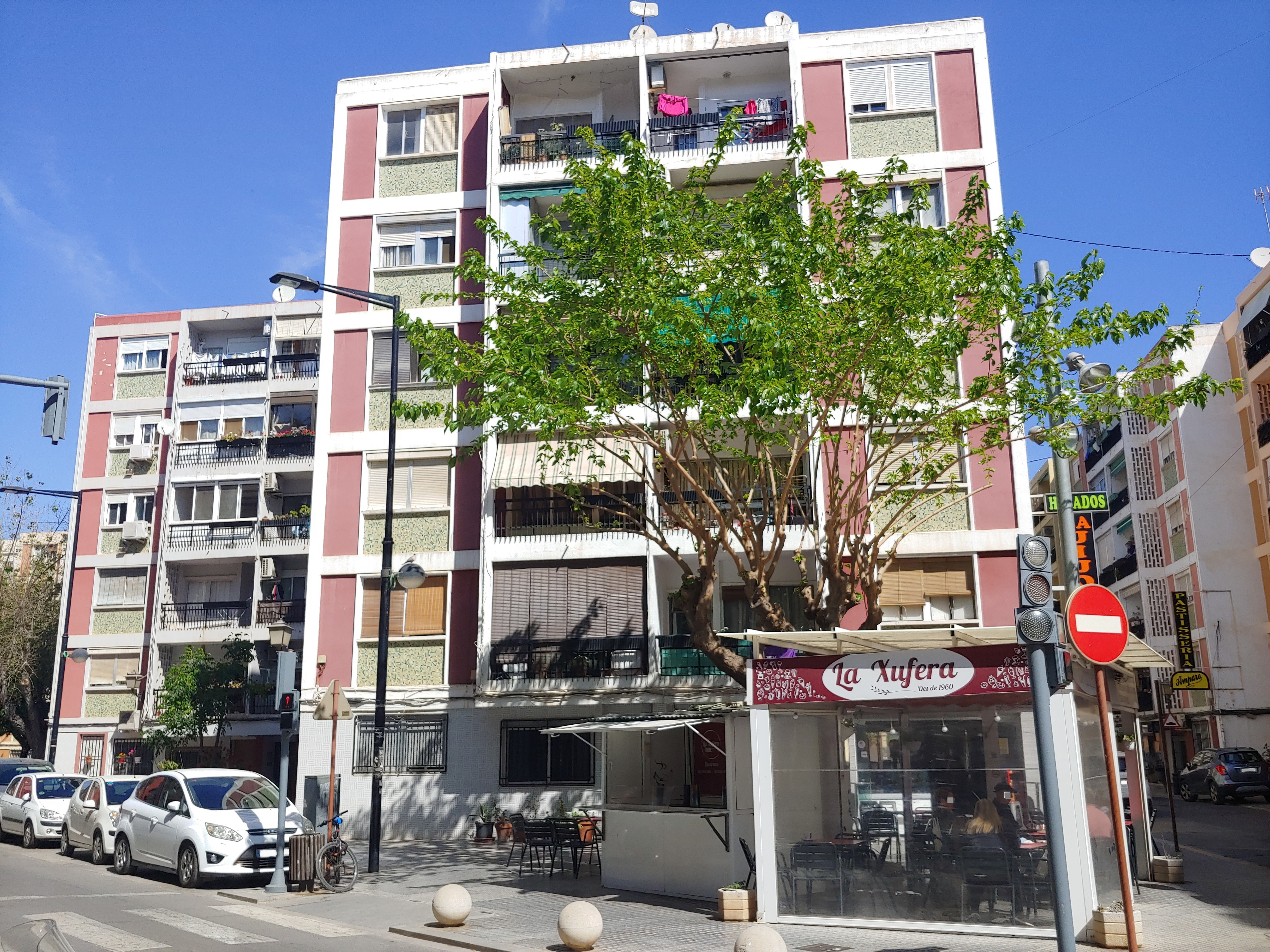
Horchatería La Xufera
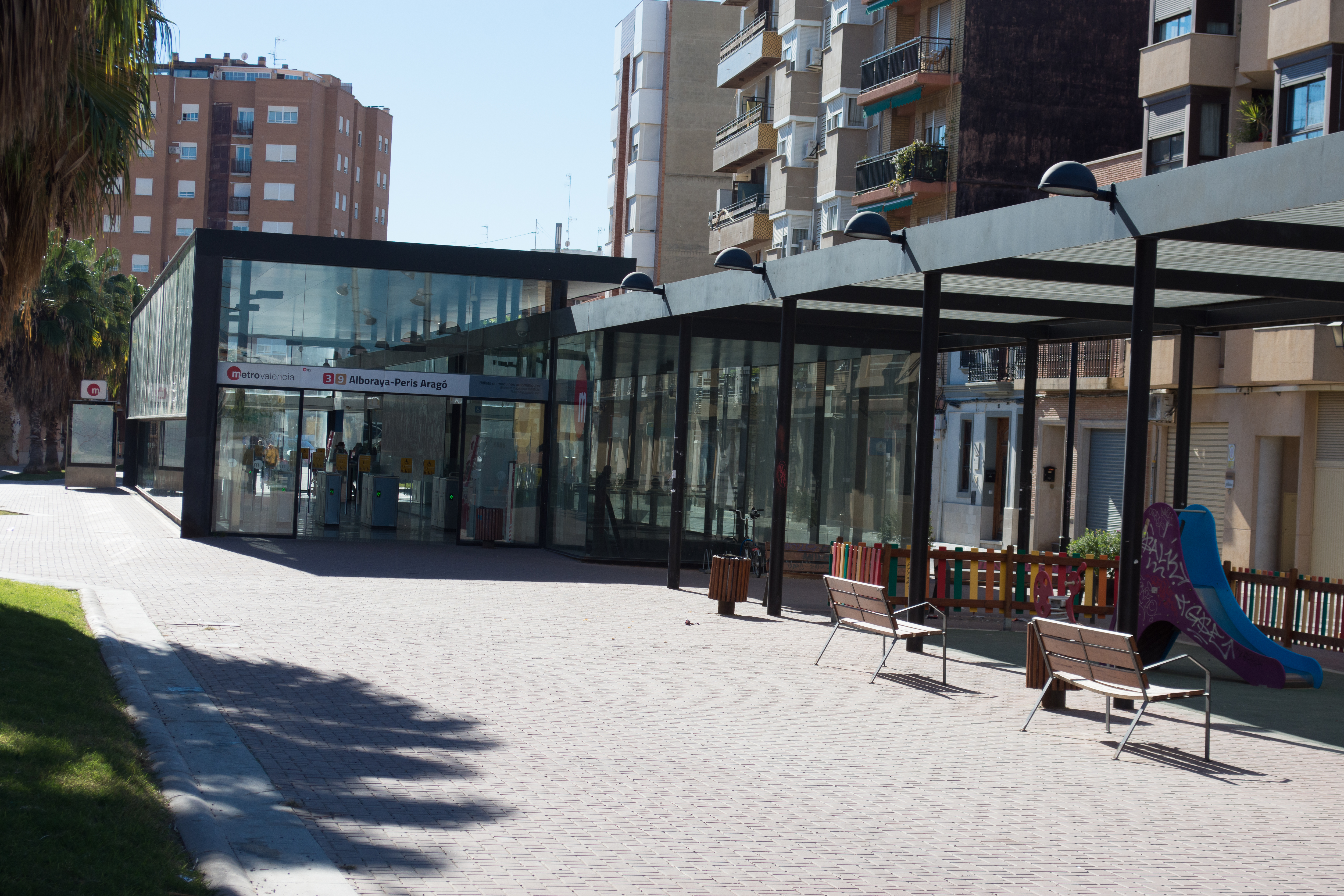
Estación Alboraya-Peris Aragó y Parque de las Vías
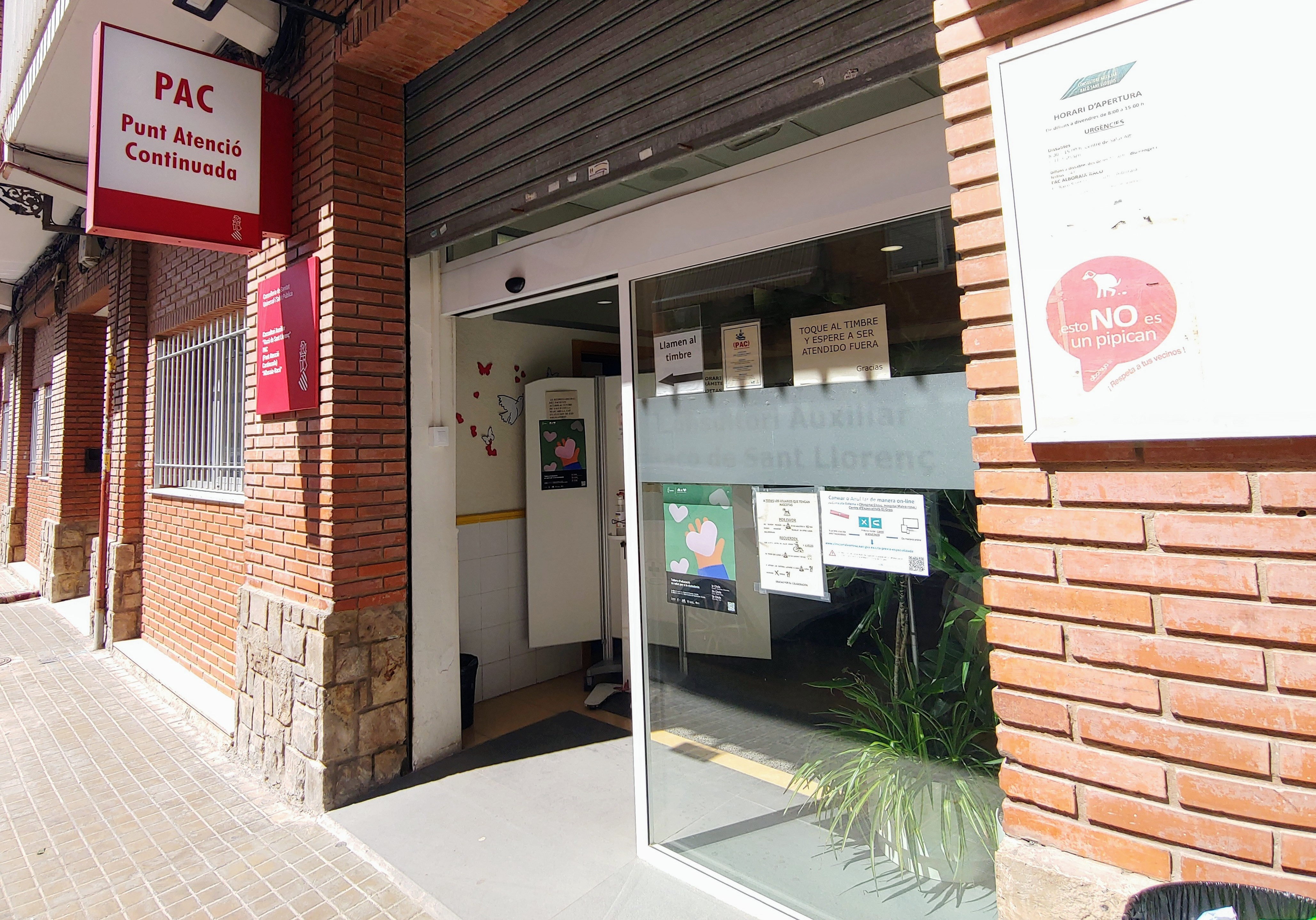
Centro de Salud Racó de Sant Llorenç
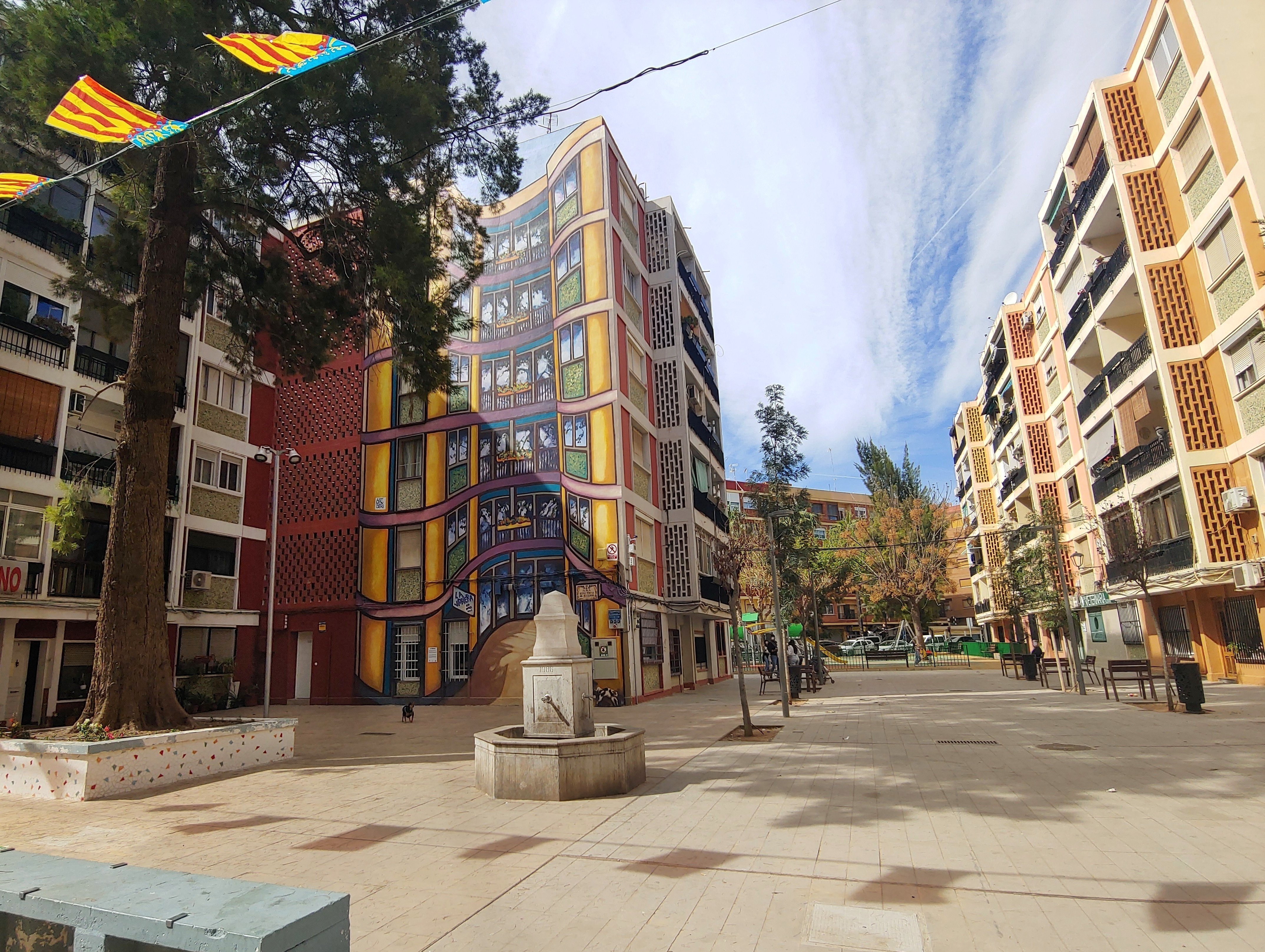
Plaza Rei en Jaume
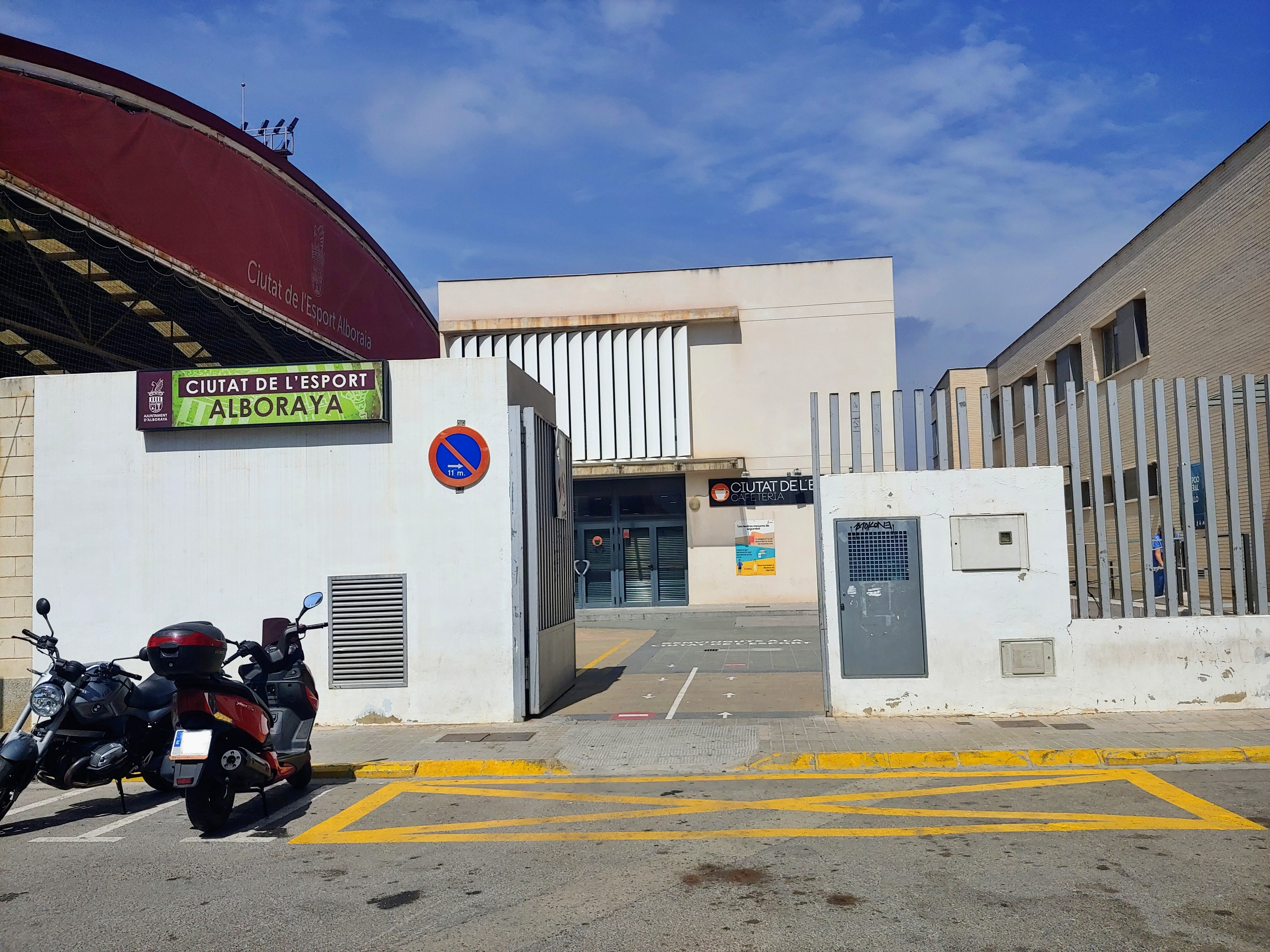
Polideportivo Ciutat de l'Esport
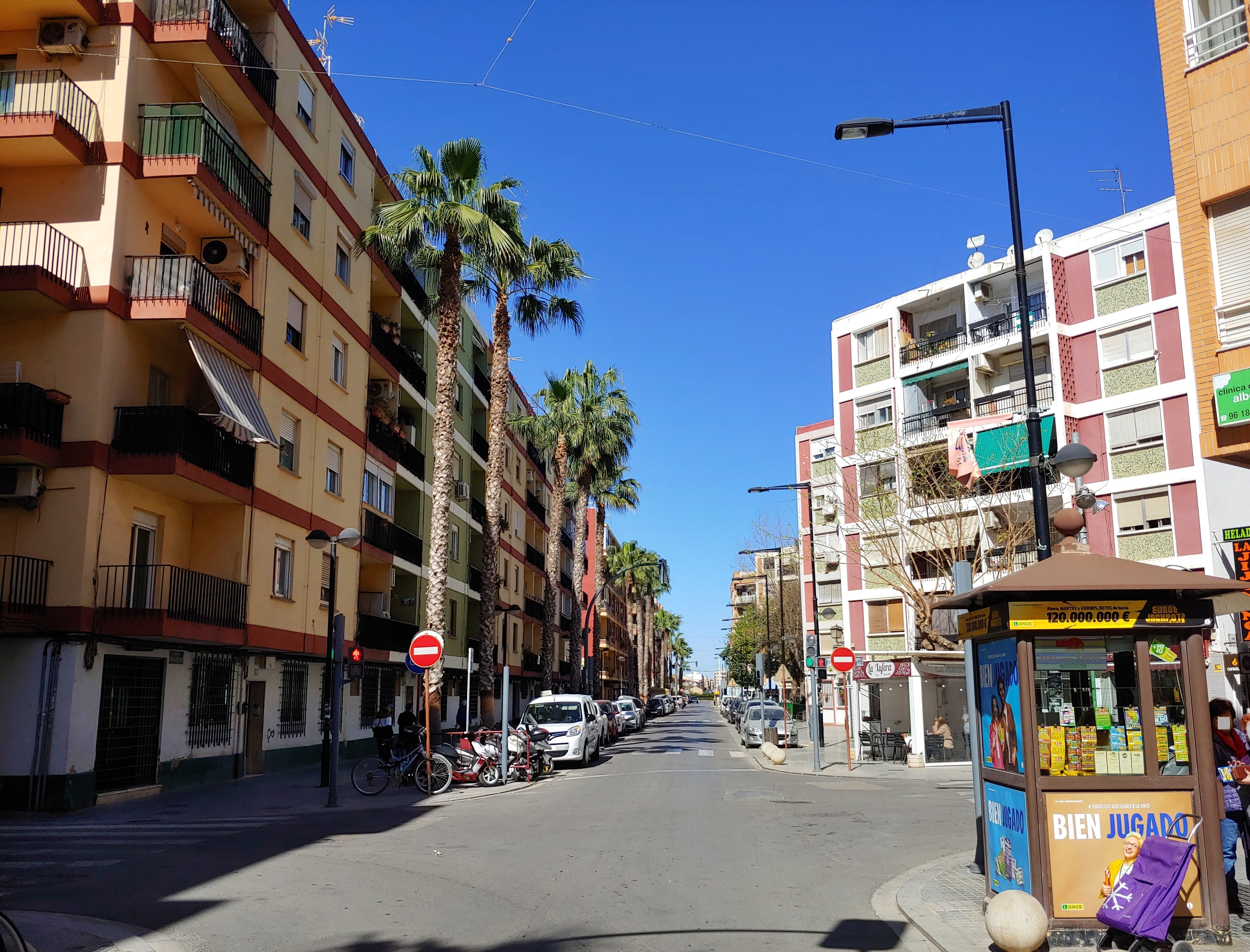
Avenida Divino Maestro
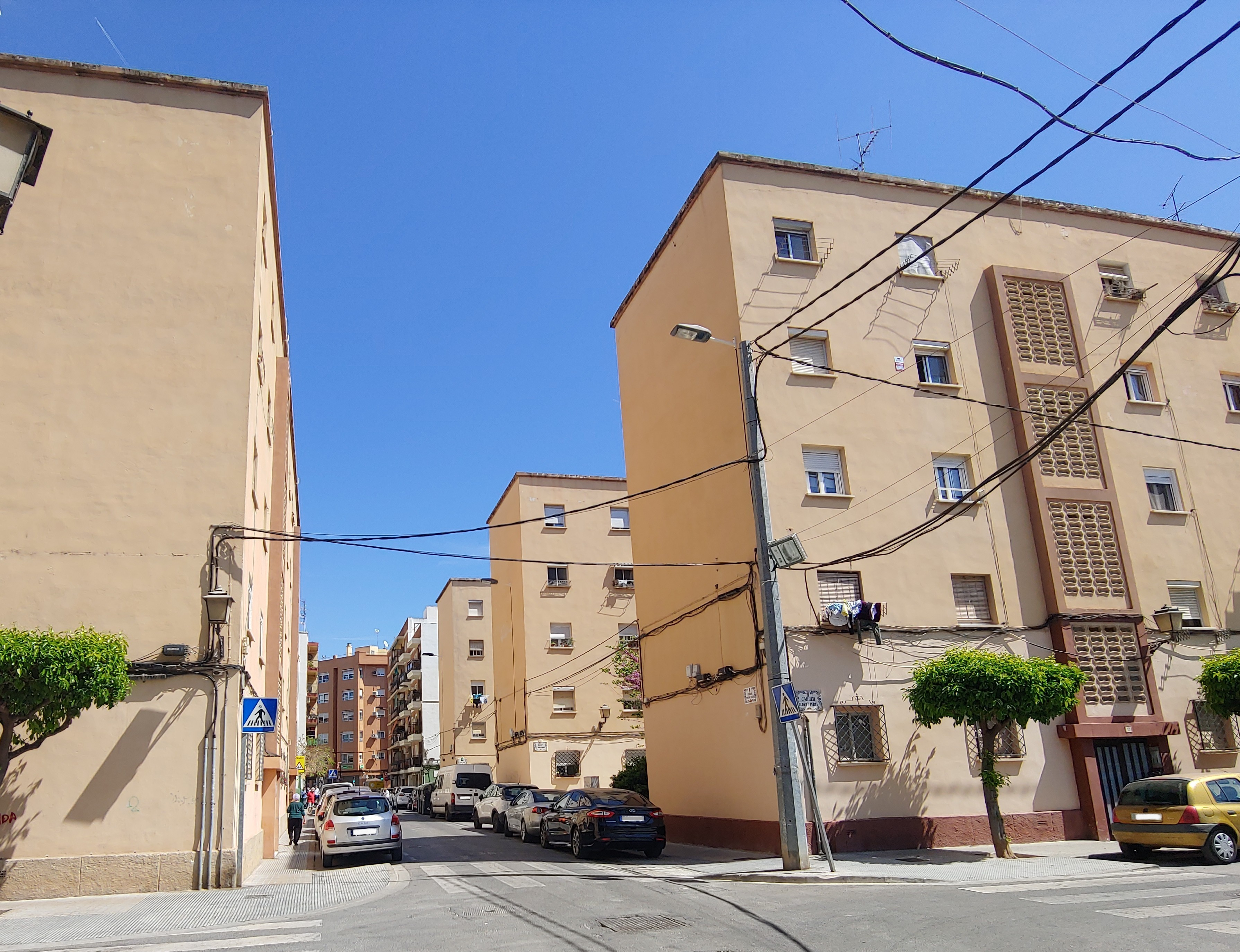
Barrio San José Obrero
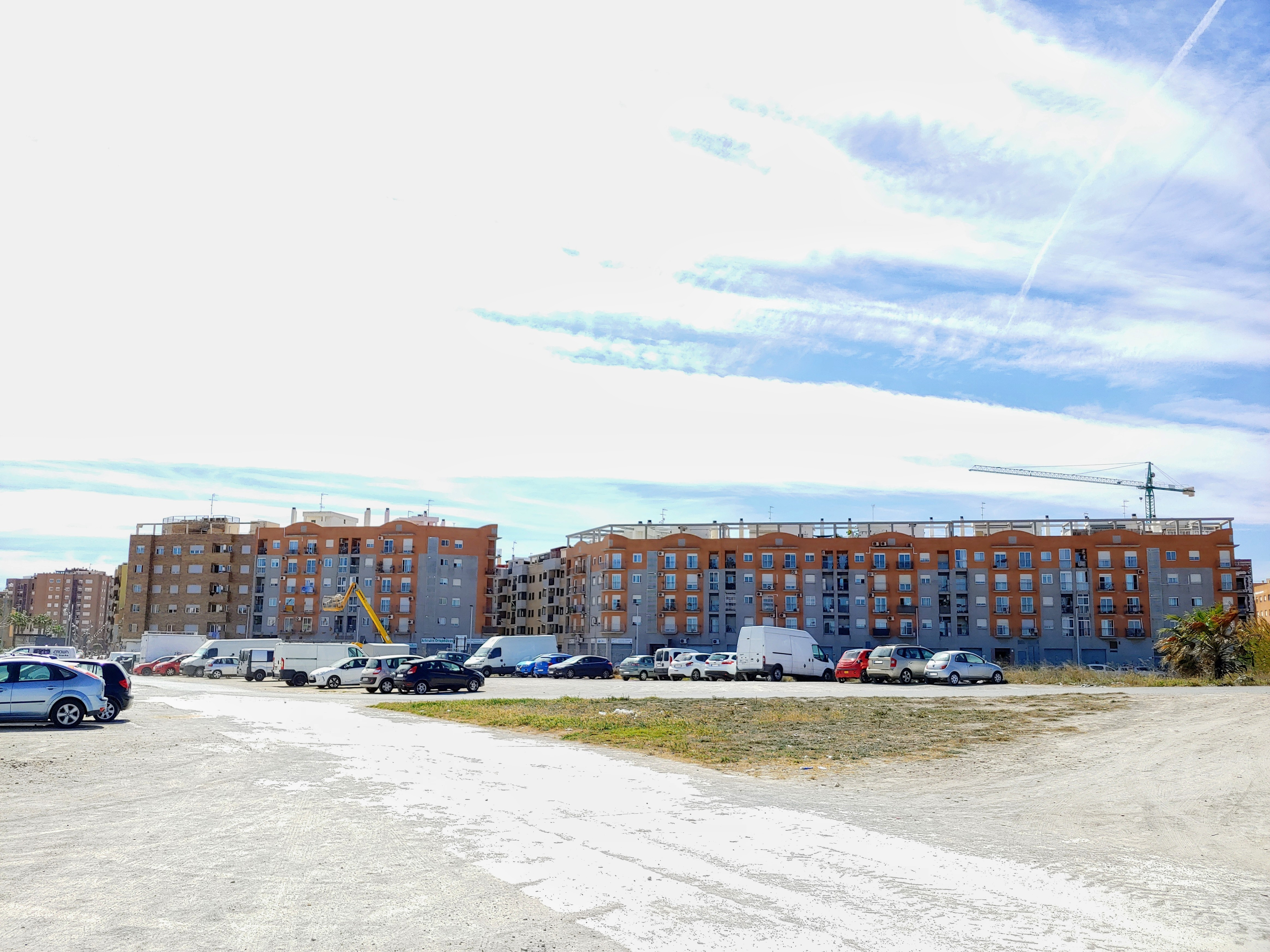
Avenida Corts Valencianes
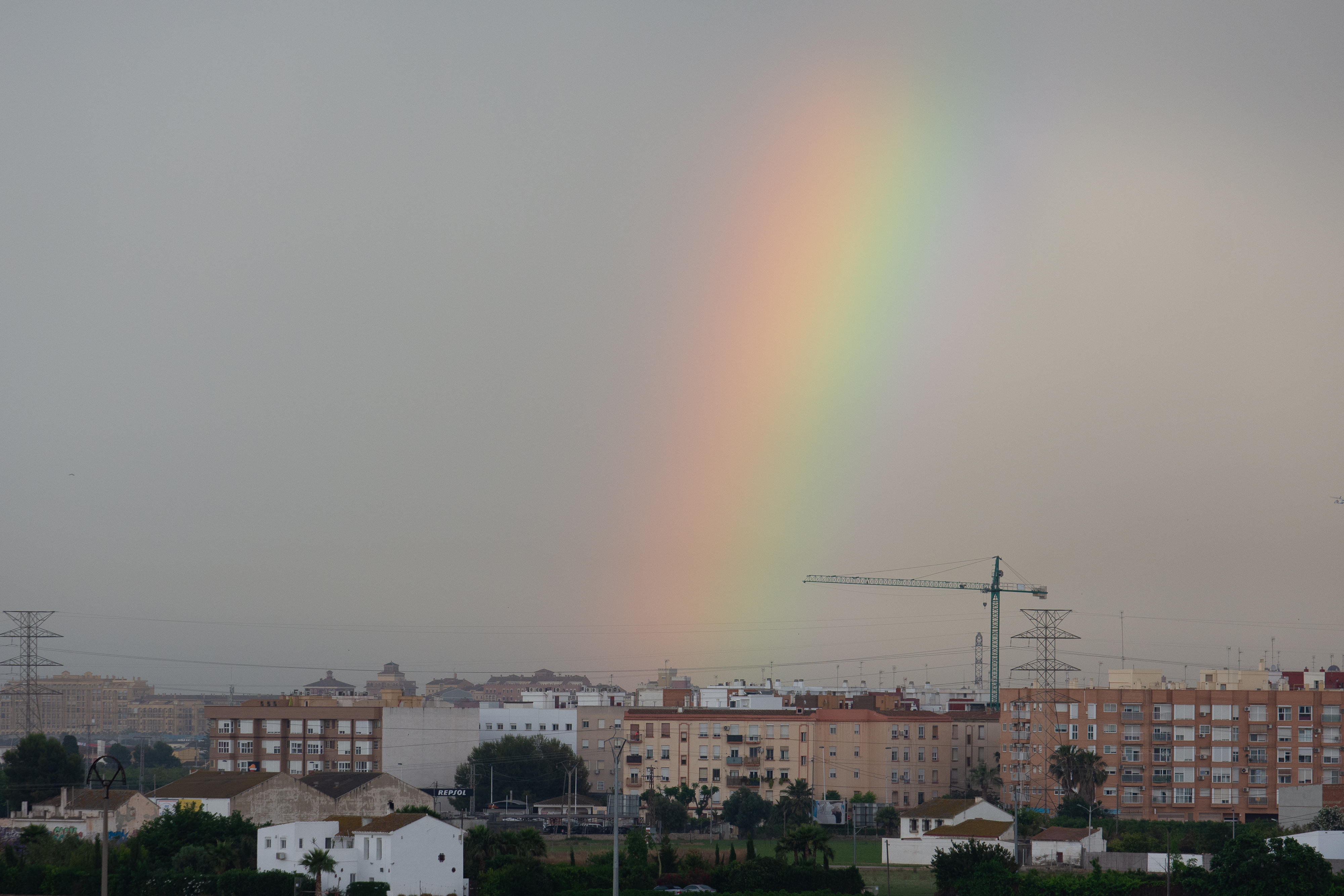
Vista del barrio desde Tavernes Blanques